# Alleyrac
Alleyrac is een gemeente in het Franse departement Haute-Loire (regio Auvergne-Rhône-Alpes) en telt 118 inwoners (1999). De plaats maakt deel uit van het arrondissement Le Puy-en-Velay.

## Geografie
De oppervlakte van Alleyrac bedraagt 11,7 km², de bevolkingsdichtheid is 10,1 inwoners per km².
De onderstaande kaart toont de ligging van Alleyrac met de belangrijkste infrastructuur en aangrenzende gemeenten.

## Demografie
Onderstaande figuur toont het verloop van het inwonertal (bron: INSEE-tellingen).